# كانون 50 دي
كانون 50 دي (بالإنجليزية: Canon EOS 50D) هي كاميرا احترافية 15.1 ميجا بيكسل من إنتاج شركة كانون وقد طرحت في السوق في صيف 2008

## المواصفات
- تتميز الكاميرا بسنسور بدقة 15.1 ميجا بكسل CMOS
- تأتي الكامير بالمعالج الجديد DIGIC 4
- وتأتي أيضاً بميزة جديدة وهي مخرج HD
- 6.3 FPS مع إمكانية تصوير تصل إلى 90 صورة
- ISO يصل مداه إلى 12800
- 3.0 VGA مع العرض لايف
- منطقة واسعة عالية الدقة AF
- الجسم عبارة عن سبيكة من المغنيسيوم
- نظام التنظيف الكامل EOS [1]

1. ↑  تقرير كانون EOS 50D [وصلة مكسورة] نسخة محفوظة 10 أبريل 2013 على موقع واي باك مشين.